# José Soares
Pour les articles homonymes, voir Soares et José Feliciano (homonymie).
José Soares, de son nom complet José Feliciano Loureiro Soares, né le 23 février 1976 à Elvas, est un footballeur portugais qui évoluait au poste de défenseur.

## Biographie

### En club
Né à Elvas, dans la région de l’Alentejo, José Soares rejoint le SL Benfica en 1990 pour terminer sa formation, en provenance du club local O Elvas CAD. Durant son passage à Lisbonne, il occupe principalement un rôle de remplaçant en équipe première, tout en étant prêté à plusieurs reprises au FC Alverca, qui servait alors d’équipe satellite du club lisboète,.
Soares fait ses débuts en Primeira Liga le 1er février 1998, disputant l’intégralité du match lors d’une victoire 2–0 à domicile contre le Vitória Setúbal. Pendant la durée de son contrat avec Benfica, il est prêté à plusieurs reprises, notamment au SC Campomaiorense, où il neutralise Mário Jardel lors d’une victoire surprise 1–0 contre le FC Porto le 19 février 2000 Ce match est marqué par des altercations entre les deux joueurs, qui sont ensuite suspendus : deux matchs pour Jardel, trois pour Soares,.
Après la fin de son contrat avec Benfica, il poursuit sa carrière dans plusieurs clubs à l’étranger, notamment en France, en Allemagne, en Arabie saoudite, au Qatar, en Inde et en Espagne, mettant un terme à sa carrière en 2010 à l’âge de 34 ans,.

### En sélection
Soares faisait partie de l’équipe nationale portugaise des moins de 20 ans lors de la Coupe du monde de football des moins de 20 ans 1995, formant la charnière centrale aux côtés de Beto du Sporting Clube de Portugal, avec qui il a contribué à la troisième place du Portugal au Qatar.
Un an auparavant, il avait aidé la sélection portugaise des moins de 18 ans à remporter le Championnat d'Europe des moins de 18 ans (en).

## Palmarès
Portugal - 18 ans
- Champion d'Europe des moins de 18 ans :
  - Vainqueur : 1994.